# Jack le tueur de géants
Pour les articles homonymes, voir Jack le tueur de géants (homonymie).
Jack le tueur de géants (Jack the Giant Killer) est un conte populaire anglais. Situé au temps du roi Arthur, il met en scène Jack, un vaillant jeune homme des Cornouailles, qui use de sa ruse pour vaincre successivement plusieurs géants.

## Résumé (version de Lang)
L'histoire est celle d'un jeune homme des Cornouailles nommé Jack, qui vit au temps du roi Arthur, et de ses rencontres avec des géants.
Jack capture le premier géant, qui sévit sur le St Michael's Mount, en le faisant tomber dans un piège, et il le tue avec son pic. Pour cet exploit, il reçoit une ceinture sur laquelle sont gravés les mots : « Ceci est l'homme vaillant des Cornouailles, qui a tué le géant Cormoran ».

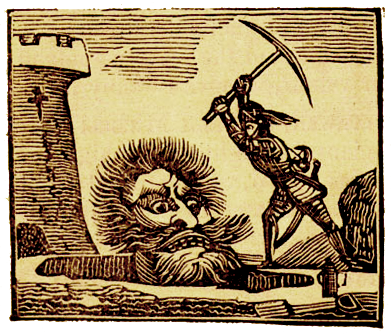
Jack tue le géant Cormoran…

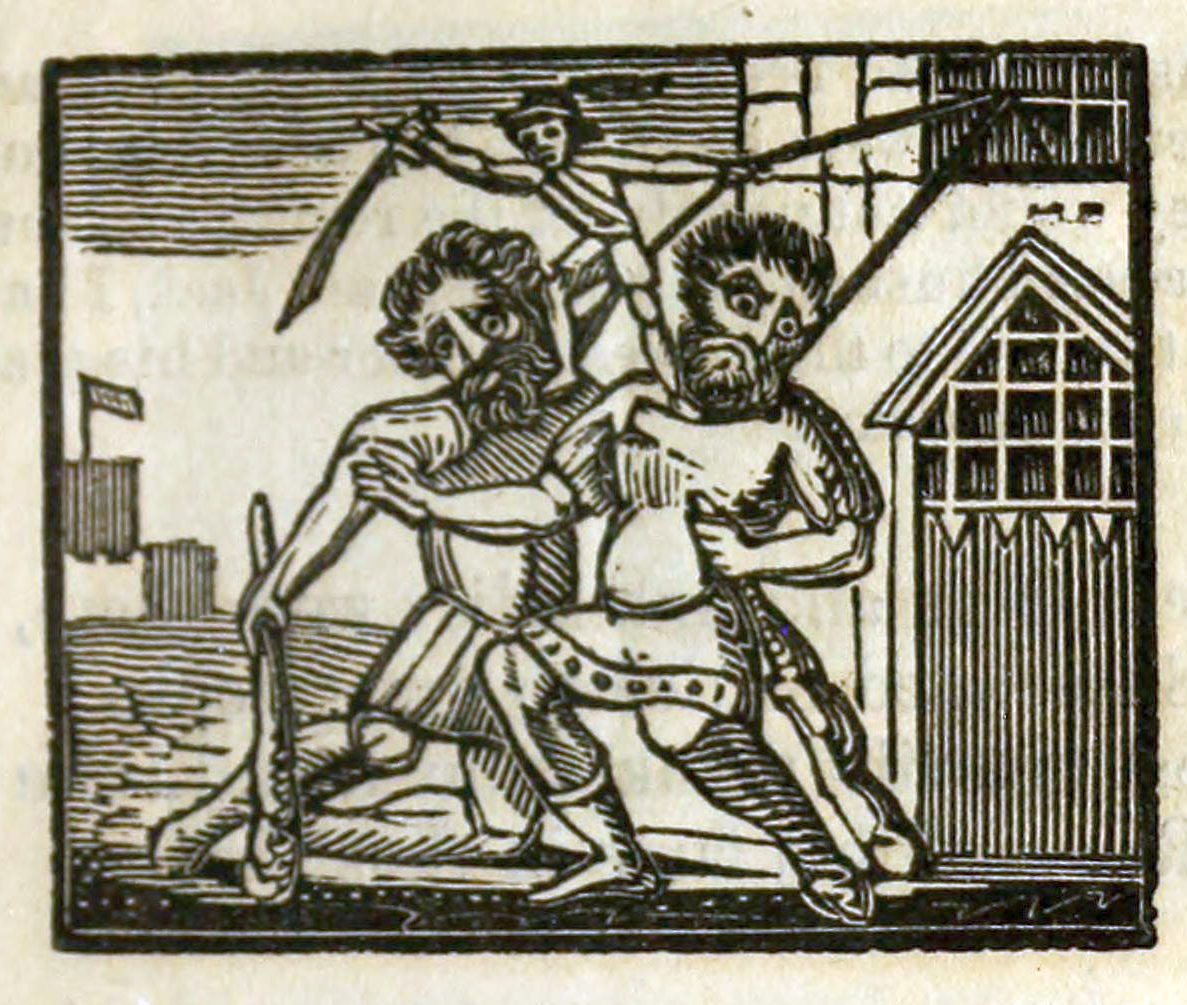
…et le géant Blunderbore et son frère. Illustrations extraites d'un chapbook.

Un deuxième géant, nommé Blunderbore, vit au milieu des bois dans un château enchanté. Alors que, se trouvant par hasard dans le bois, Jack s'y est endormi, Blunderbore le surprend et l'emmène dans son château. Il l'y retient captif le temps d'aller chercher son frère, un géant lui aussi, qu'il invite à partager le repas. Quand les deux géants arrivent, Jack, cependant, parvient à les étrangler tous les deux à l'aide d'une corde, et à leur planter son couteau dans le cœur. Jack délivre trois dames qui étaient également prisonnières des géants et offre à celles-ci les clefs du château.
Jack continue son périple et se retrouve au Pays de Galles. Fourbu, il décide de demander l'hospitalité dans une belle maison. Elle est habitée par un géant gallois, qui se montre d'abord aimable et donne un lit à Jack. Mais Jack comprend vite que, dès qu'il sera endormi, le géant viendra le tuer. Alors, au lieu de se glisser sous les draps, il y place un morceau de bois. La nuit, le géant surgit dans la chambre de Jack et donne des coups violents sur la forme dans le lit, croyant mettre en pièce le jeune homme, puis il retourne se coucher. Le lendemain matin, Jack se présente au géant qui, tout surpris, lui demande s'il a bien dormi. Jack lui dit que oui, si ce n'est qu'un rat a dû lui donner deux ou trois petits coups, mais qu'il s'est tout de suite rendormi. Jack, par la suite, fait mine de pouvoir ingurgiter autant de nourriture que le géant, et d'être en mesure de se couper la tête et la remettre en place. Pour rivaliser avec Jack, le géant, alors, se poignarde lui-même et tombe raide mort.
Jack, avant de poursuivre son voyage, s'équipe d'un cheval, d'un bonnet de connaissance, d'une épée d'acuité, de chaussures de célérité, et d'une cape d'invisibilité. Traversant ensuite une forêt, il voit un autre géant traînant par les cheveux un chevalier et sa dame. Jack revêt alors son manteau d'invisibilité, sous lequel il dissimule son épée. Il attaque le géant et parvient à lui couper les deux jambes, avant de l'achever. Après quoi, il trouve le frère du géant, et s'en débarrasse en procédant de la même manière.

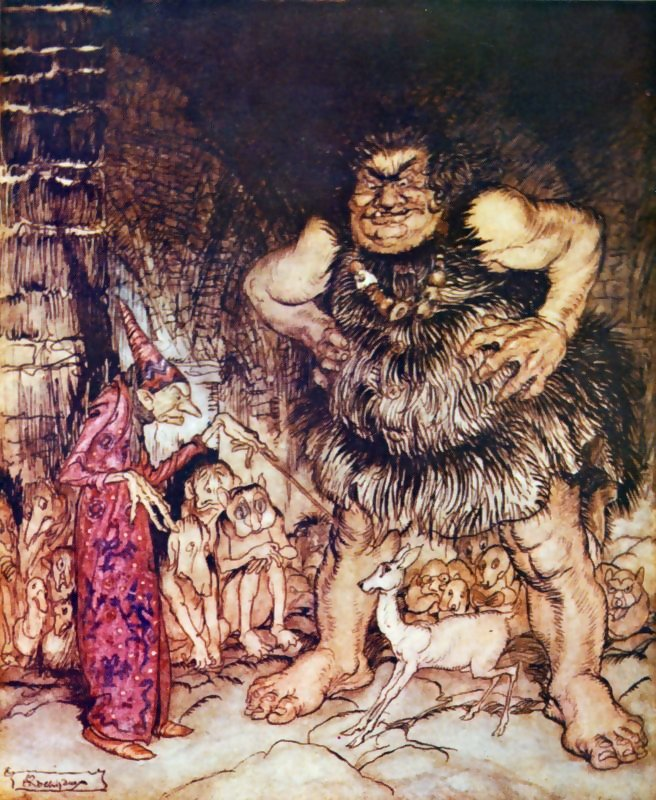
« Le géant Galligantua et le méchant vieux magicien transforment la fille du duc en biche blanche. » Illustration d'Arthur Rackham, dans Flora Annie Steel, English Fairy Tales, 1918.

Jack continue sa route, et arrive près d'une maison isolée située au pied d'une montagne. Il y trouve un ermite qui l'avertit qu'au sommet de la montagne habitent le géant Galligantus et un méchant magicien, dans un château enchanté. Ils ont enlevé la fille du duc et l'ont transformée en biche. Jack fait le serment de rompre le sortilège. Paré de son manteau, il se dirige vers le château. En chemin, il trouve une trompette magique et, grâce à celle-ci, il peut anéantir le géant et le sorcier. Jack envoie la tête de Galligantus au roi Arthur. À la demande du roi, Jack obtient, en récompense de tous ses exploits, la main de la fille du duc, laquelle a retrouvé sa forme humaine.

## Variantes
Comme c'est le cas pour la plupart des contes populaires, il existe de nombreuses versions de cette histoire. Par exemple, le livre de Ruth Manning-Sanders, A Book of Giants en présente six variantes. Dans l'une de ces versions, Jack a un oncle à trois têtes, dont il parvient par la ruse à soutirer une épée d'acuité, des bottes de célérité, une cape d'obscurité et un bonnet de connaissance.

## Commentaire
Le conte est vraisemblablement issu de la combinaison de plusieurs récits différents, dont certains, comme semble l'indiquer la précision de certains lieux géographiques réels, ainsi que le contexte « arthurien », relèvent du domaine de la légende. [...]

## Adaptations au cinéma
La version cinématographique du conte par Nathan Juran, produit par United Artists et sorti en 1962 : Jack le tueur de géants, avec en vedettes Kerwin Mathews et Torin Thatcher, est une adaptation très libre du conte, par Orville H. Hampton et Nathan Juran.
Auparavant, trois films portant le même titre (dans la version originale) avaient déjà été réalisés : en 1916, un court-métrage d'animation réalisé par W.L. Glacken ; en 1925, un court-métrage d'animation réalisé par Herbert M. Dawley et en 1933, un film de Bryant Fryer. Le titre a également pu servir, en 1912 et 1955, à désigner des films en fait basés sur l'histoire de Jack et le Haricot magique.
Une nouvelle adaptation, Jack le chasseur de géants, plus moderne et réalisée par Bryan Singer, est sortie en 2013.

## Sources et bibliographie
- (en) Cet article est partiellement ou en totalité issu de l’article de Wikipédia en anglais intitulé « Jack the Giant-Killer » (voir la liste des auteurs).

### Versions/ éditions du conte
- (en) The Pleasant and Delightful History of Jack and the Giants, [s.n.], Nottingham, [v.1790]. – Texte en ligne avec fac-similé et notice sur le site de The Hockliffe Project.
- (en) [Harris] The Adventures of Jack the Giant-Killer, dans Popular Tales. Consisting of Jack the Giant-Killer, Whittington and His Cat, Tom Thumb, Robin Hood, and Beauty and the Beast. Embellished with engravings, John Harris - Original Juvenile Library, 1810. – Texte en ligne avec fac-similé et notice sur le site de The Hockliffe Project.
- (en) [Rusher] Jack the Giant Killer, a Hero Celebrated by Ancient Historians [chapbook], J. G. Rusher, [vers 1820]. – Texte en ligne avec fac-similé sur le site de la University of Southern Mississippi (USM) ; Texte en ligne avec fac-similé , accompagné d'une notice, sur le site The Hockliffe Project.
- (en) [Plusieurs auteurs] « The Renowned and Surprising Adventures of Jack the Giant-Killer », dans Pretty Stories for the Amusement of Good Children : containing The Renowned and Surprising Adventures of Jack the Giant-Killer, Ali Baba, or the Forty Thieves, and Robinson Crusoe ; With a coloured engraving, Thomas Richardson, Derby, [v.1834]. – Texte en ligne avec fac-similé et notice sur le site de The Hockliffe Project.
- (en) [Harris] «Jack the Giant Killer», dans Old Mother Hubbard's fairy tale book. The House that Jack Built. Jack and the Beanstalk. Old Mother Hubbard. Jack the Giant Killer. Cinderella. Cock Robin. Little Red Riding Hood. The Three Bears., David Bryce and Son, Glasgow, [v.1834] – Texte en ligne avec fac-similé et notice sur le site de The Hockliffe Project; Fac-similé sur le site de la University of Southern Mississippi (USM).
- (en) [Doyle] The Story of Jack and the Giants, Richard Doyle, George et Edward Dalziel ill., Cundall & Addey, Londres, 1851. – Fac-similé en ligne, collection de la University of California Libraries.
- (en) [Jacobs] « Jack the Giant-Killer », dans Joseph Jacobs (éd.), English Fairy Tales, David Nutt, Londres, 1890. – Texte en ligne sur le site authorama.com.
- (en) [Thomson] Jack the Giant Killer, Hugh Thomson ill., Macmillan & Co. Limited, coll. « Hugh Thomson's Illustrated Fairy Books », Londres, 1898. – Texte en ligne avec fac-similé sur le site de la University of Southern Mississippi (USM); Autre lien pour le fac-similé sur le site de l'USM
- (en) [Steel] « Jack the Giant-killer », Arthur Rackham ill., dans Flora Annie Steel (éd.), English Fairy Tales, 1918. - Texte en ligne sur le site The Baldwin Project.
- (en) [Lang] « The History of Jack the Giant-Killer », dans Andrew Lang (éd.), The Blue Fairy Book, Dover, New York, 1965 (éd. or. 1889). – Texte en ligne sur le site surlalune.com.

### Études
- (en) Thomas Green, « Jack and Arthur : An Introduction to Jack the Giant-Killer », dans The Arthuriad, vol. 1, 2009. - Analyse des origines du conte Jack le tueur de géants.